# Over the Mountain
Over the Mountain è un singolo del cantante britannico Ozzy Osbourne, pubblicato nel 1981 ed estratto dall'album Diary of a Madman.

## Tracce
Vinile 7"
1. Over the Mountain
2. I Don't Know (Live)

## Formazione
- Ozzy Osbourne - voce
- Randy Rhoads - chitarra
- Bob Daisley - basso
- Lee Kerslake - batteria